# Oude Haven (Vlaardingen)

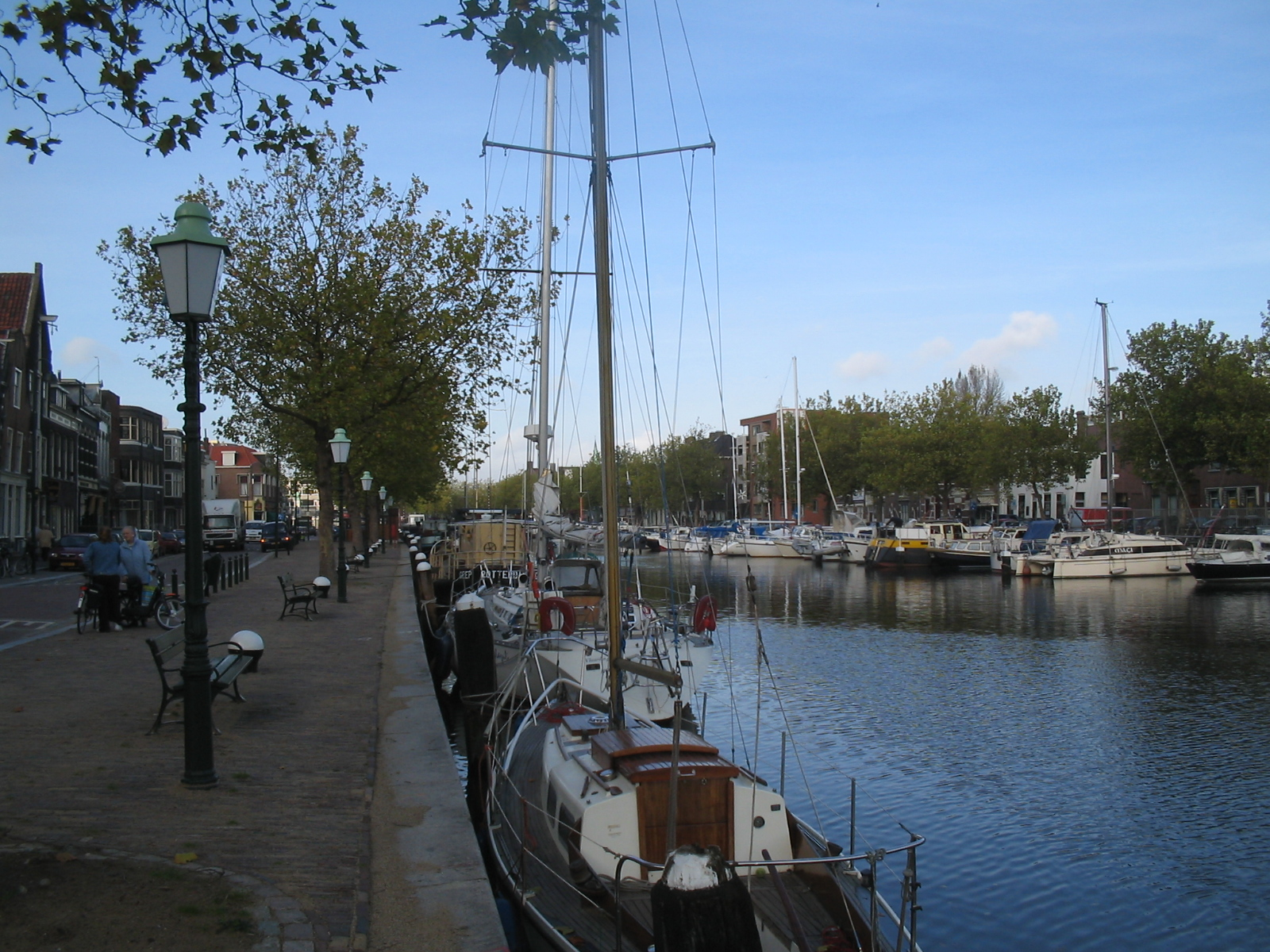
Oude Haven (Westhavenkade, nabij Parallelweg)

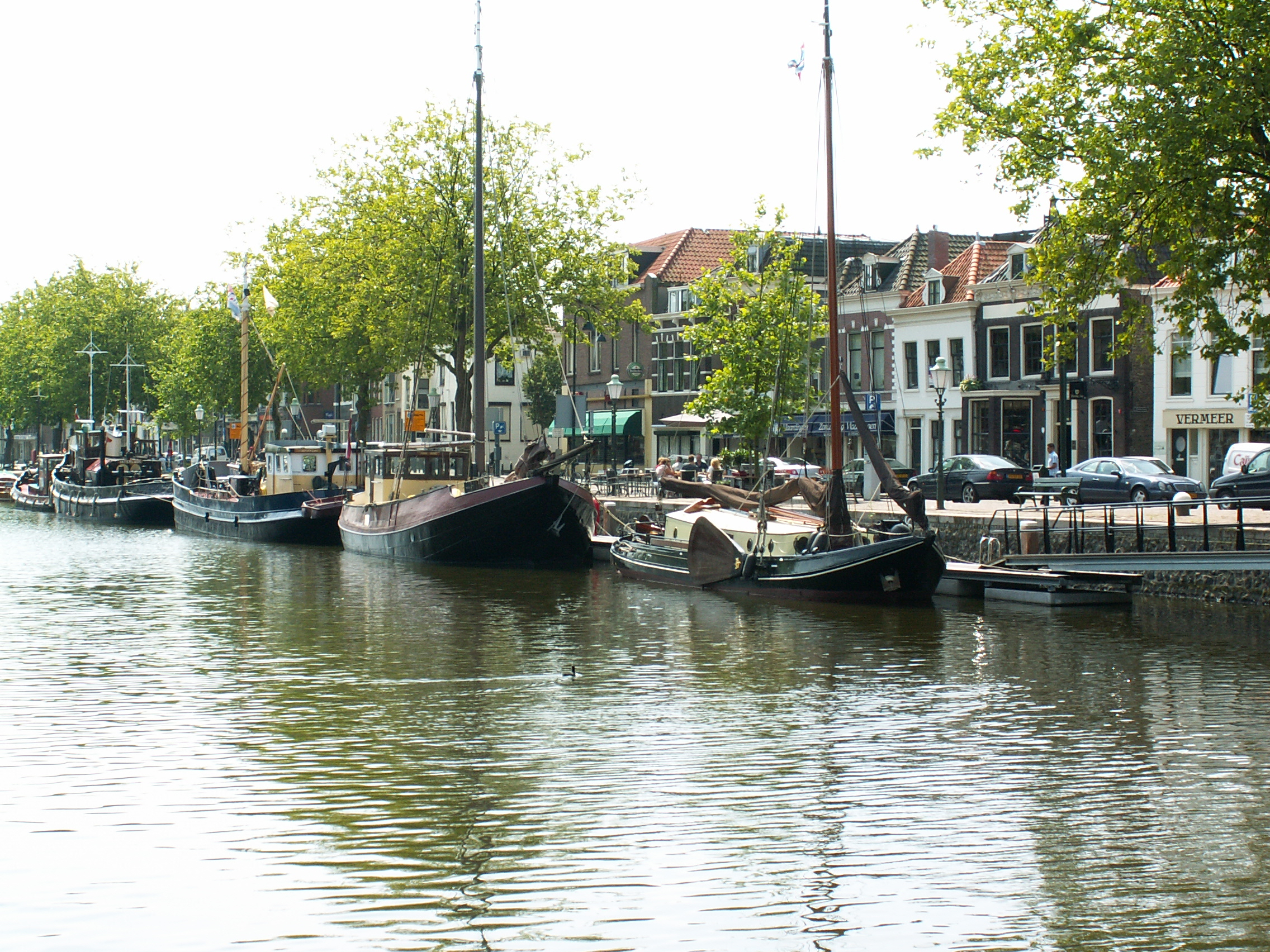
Westhavenkade, nabij Schiedamseweg

De Oude Haven van Vlaardingen is ontstaan uit een natuurlijke waterloop (vloedkreek en waterloop komend uit aangrenzend veengebied) welke ten noordoosten van het oude Vlaardingen ontsprong en met een grote bocht zuidwaarts in de Maas uitmondde. Deze waterloop is vanouds bekend als de Vlaarding en verenigde in zijn benedenloop enkele andere veenlopen, zoals de Hooilede, in zich. Deze waterlopen zijn zo goed als geheel verdwenen onder ophogingen bij latere stadsuitbreidingen. Langs de Emmakade loopt echter nog een sloot die een restant van de Vlaarding is.
Met een bocht via het huidige Plein Emaus kwam de Vlaarding uit in het Buizengat. Dat Buizengat is een restant van een spuikom die hier werd aangelegd om de haven op diepte te houden. De naam dankt deze kom aan de buizen die hier 's winters werden opgelegd. Zo verstoorden deze schepen het spuien van de haven niet.
Het gedeelte van de Oude Haven dat vanaf de Vlaardinger Driesluizen tot aan de Westhavenplaats loopt is gegraven; de oude loop van de Vlaarding die hier dichter bij de Hoogstraat lag is daarbij gedempt. Het gedeelte dat met een knik langs de Westhavenplaats loopt, volgt weer het verloop van de oude Vlaarding, die even ten zuiden van de Dayer in de Maas uitmondde. Bij de Dayer stond tussen 1625 en 1939 de stadskraan, waarmee schepen geladen en gelost werden. Van de laatste houten stadskraan uit 1858 zijn de bouwtekeningen bewaard gebleven. In 1995 heeft men aan de hand van de tekeningen een replica gemaakt, die verderop bij het Visserij & Vlaardings Museum is geplaatst. Aan de Westhavenplaats bevindt zich de Visbank, waar tot 1949 de vis bij opbod werd verkocht.
Vanaf de Schiedamseweg/Westhavenkade naar het zuiden loopt ten westen van de haven de Westhavenkade, en ten oosten de Oosthavenkade. Aan deze kades liggen nog vele monumentale panden, waaronder redershuizen en pakhuizen. In de haven liggen langs de Westhavenkade varende monumenten, waaronder de VL92 Balder, een haringlogger die deel uitmaakt van de museumcollectie van het Visserij & Vlaardings Museum. Aan de Oosthavenkade zijn ligplaatsen voor de pleziervaart en bevindt zich onder andere het Hollandiagebouw.
Door het steeds verlengen van de havenhoofden slibde ter weerszijden van de havenmond land aan, waardoor de Oude Haven in de loop van de geschiedenis ook steeds langer werd. Het gedeelte ten zuiden van de Delflandse Buitensluis bij de spoorweg wordt Buitenhaven genoemd. Tot de aanleg van de keersluis in 1888 vormden deze twee havens een geheel. Deze keersluis was onderdeel van de Hoekse Lijn, die over een waterkerende dijk was aangelegd die het gebied ten noorden ervan tegen overstroming moest beschermen. De Oude Haven, met daarin als verlenging de Buitenhaven, was tot het einde van de 19e eeuw de enige haven van Vlaardingen. De aanleg van de Koningin Wilhelminahaven maakte hier een eind aan. Ondanks de aanleg van een sluis in 1888 en een tweede sluis in 1920 is de Oude Haven tot 1995 een getijdehaven gebleven, die slechts bij verwacht hoogwater werd afgesloten.
Buitenhaven · Oude Haven · Vulcaanhaven · Koningin Wilhelminahaven · Zevenmanshaven